# Tramvajová doprava v Usolje-Sibirskoje

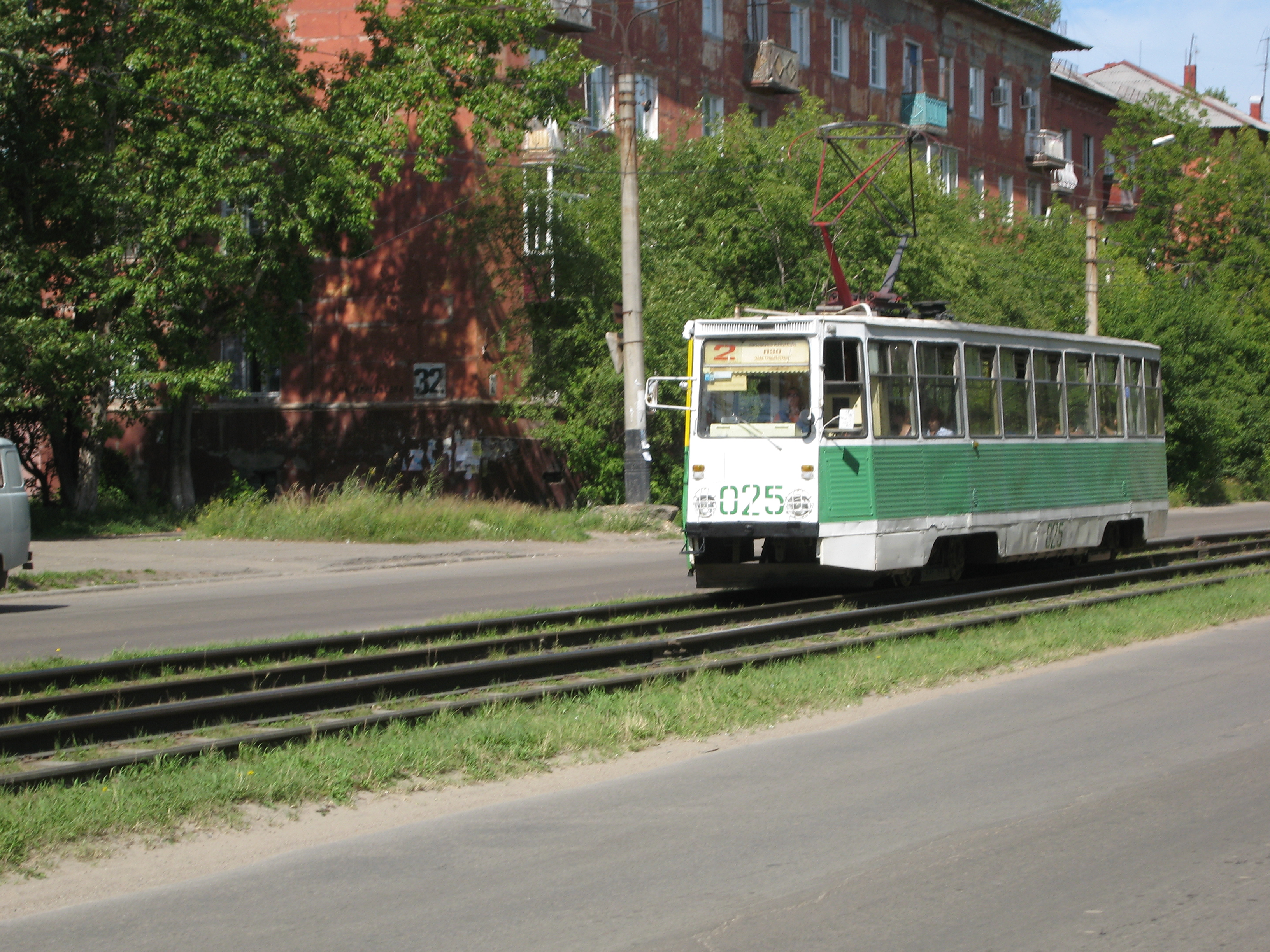
Tramvaj KTM-5 v Usolje-Sibirskoje

Usolje-Sibirskoje, město na ruském Dálném východě, s celkem 88 100 obyvateli, obsluhuje tramvajová síť. 
Jedná se o síť relativně malou, srovnatelnou svojí velikostí například s Olomoucí (v provozu je zde kolem pěti linek); stará je zhruba čtyřicet let. Tramvaje zajišťují obsluhu místnímu závodu Chimfarmkombinat, dvou nádraží a sídlišť. Celá síť je vybudovaná jako rychlodrážní; většina tratí má otevřený kolejový svršek. V současné době je však infrastruktura ve špatném stavu. Vozový park sestává z tramvají typu KTM-5 (většinou v modifikaci KTM-5M3 a novějších KTM-8), deponovaných v jediné vozovně v Zagorodné ulici.